# Ankirinsko ponavljanje
Ankirinsko ponavljanje je 33 dug motiv proteina koji se sastoji od dva alfa heliksa razdvojena petljama. Privi je otkriven u signalnim proteinima kvašćanom Cdc10 i Drozofilinim Noč proteinima. Ankirinsko ponavljanje posreduje protein-protein interakcije. Ono se ubraja u najčešće strukturne motive kod poznatih proteina. Ovi motivi su javljaju kod proteina bakterija, arhaja, i eukariota, ali su najprisutniji kod eukariota. Proteini sa ankirinskim ponavljanjima uglavnom nisu zastupljeni kod virusa. Oni je javljaju među poksvirusima. Većina proteina koji sadrže ovaj motiv imaju četiri do šest ponavljanja, mada protein po kome je motiv dobio ime, ankirin, sadrži 24. Najveći poznati broj ponavljanja je 34, u proteinu koji izražava Giardia lamblia.
Ankirinska ponavljanja su jedan od najčešćih prirodnih motiva u protein–protein interakcijama. Ona se javljaju u velikom broju funkcionalno različitih proteina kod eukariota. Postoji mogućnost je da je nekoliko poznatih primera kod prokariota i virusa rezult horizontalnog transfera gena.

## Ljudski proteini koji sadrže ovaj motiv
-{ABTB1; ABTB2; ACBD6; ACTBL1; ANK1; ANK2; ANK3; ANKAR;
ANKDD1A; ANKFY1; ANKHD1; ANKIB1; ANKK1; ANKMY1; ANKMY2; ANKRA2;
ANKRD1; ANKRD10; ANKRD11; ANKRD12; ANKRD13; ANKRD13A; ANKRD13B; ANKRD13C;
ANKRD13D; ANKRD15; ANKRD16; ANKRD17; ANKRD18A; ANKRD18B; ANKRD19; ANKRD2;
ANKRD20A1; ANKRD20A2; ANKRD20A3; ANKRD20A4; ANKRD21; ANKRD22; ANKRD23; ANKRD25;
ANKRD26; ANKRD27; ANKRD28; ANKRD30A; ANKRD30B; ANKRD32; ANKRD33; ANKRD35;
ANKRD36; ANKRD36B; ANKRD37; ANKRD38; ANKRD39; ANKRD40; ANKRD41; ANKRD42;
ANKRD43; ANKRD44; ANKRD45; ANKRD46; ANKRD47; ANKRD49; ANKRD5; ANKRD50;
ANKRD52; ANKRD53; ANKRD54; ANKRD55; ANKRD56; ANKRD57; ANKRD58; ANKRD6;
ANKRD7; ANKRD9; ANKS1A; ANKS3; ANKS4B; ANKS6; ANKZF1; ASB1;
ASB10; ASB11; ASB12; ASB13; ASB14; ASB15; ASB16; ASB2;
ASB3; ASB4; ASB5; ASB6; ASB7; ASB8; ASB9; ASZ1;
BARD1; BAT4; BAT8; BCL3; BCOR; BCORL1; BTBD11; C20orf12;
C20orf86; C21orf99; C7orf7; CAMTA1; CAMTA2; CASKIN1; CASKIN2; CCM1;
CDKN2A; CDKN2B; CDKN2C; CDKN2D; CENTB1; CENTB2; CENTB5; CENTG1;
CENTG2; CENTG3; CLIP3; CLIP4; CLPB; CTGLF1; CTGLF2; CTGLF3;
CTGLF4; CTGLF5; CTTNBP2; DAPK1; DDEF1; DDEF2; DDEFL1; DGKI;
DGKZ; DP58; DYSFIP1; EHMT1; EHMT2; ESPN; FANK1; FEM1A;
FEM1B; GABPB2; GIT1; GIT2; GLS; GLS2; HACE1; HECTD1;
IBTK; ILK; INVS; KIDINS220; KRIT1; LOC348840; LOC554226; LRRK1;
MAIL; MGC26718; MGC29891; MIB1; MIB2; MPHOSPH8; MTPN; MYO16;
NFKB1; NFKB2; NFKBIA; NFKBIB; NFKBIE; NFKBIL1; NFKBIL2; NOTCH1;
NOTCH2; NOTCH3; NOTCH4; NRARP; NUDT12; OSBPL1A; OSTF1; PLA2G6;
POTE14; POTE15; POTE8; PPP1R12A; PPP1R12B; PPP1R12C; PPP1R13B; PPP1R13L;
PPP1R16A; PPP1R16B; PSMD10; RAI14; RFXANK; RIPK4; RNASEL; SHANK1;
SHANK2; SHANK3; SNCAIP; TA-NFKBH; TEX14; TNKS; TNKS2; TNNI3K; TP53BP2; TRP7; TRPA1; TRPC3; TRPC4; TRPC5; TRPC6; TRPC7; TRPV1; TRPV2; TRPV3; TRPV4; TRPV5; TRPV6; UACA; USH1G; ZDHHC13; ZDHHC17;
}-

## Spoljašnje veze
- Ankyrin+repeat на 